# الصحة في ماليزيا

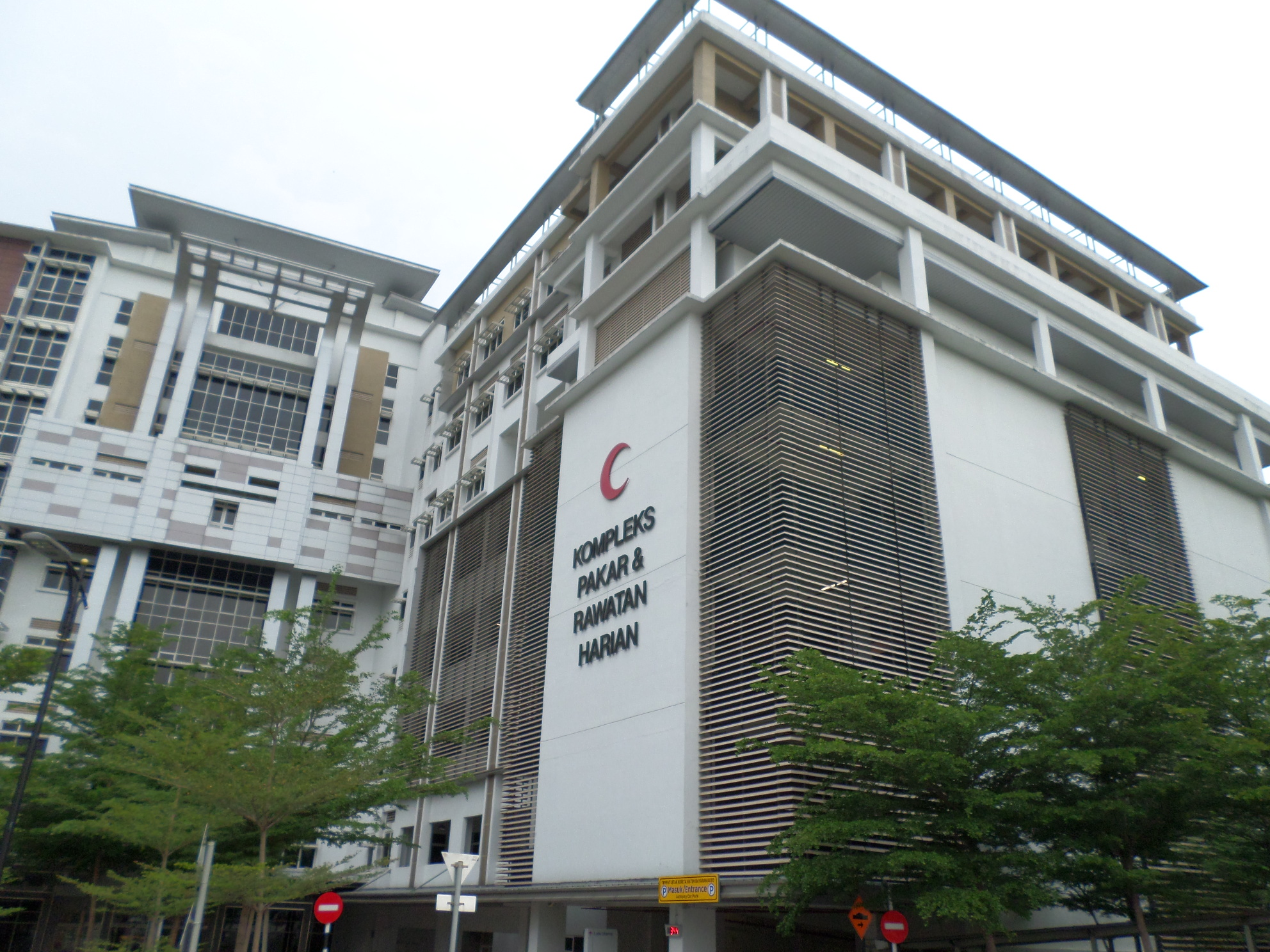
مستشفى كوالالمبور

تم تصنيف ماليزيا من قبل البنك الدولي على أنها دولة ذات دخل متوسط أعلى وتحاول تحقيق وضع الدخل المرتفع بحلول عام 2020 والمضي قدمًا في سلسلة الإنتاج ذات القيمة المضافة من خلال جذب الاستثمارات في التكنولوجيا المتقدمة والصناعات والخدمات القائمة على المعرفة. تم تسجيل قيمة مؤشر التنمية البشرية لماليزيا لعام 2015 عند 0.789، واحتلت مؤشر التنمية البشرية المرتبة 59 من أصل 188 دولة ومنطقة على مؤشر التنمية البشرية لبرنامج الأمم المتحدة الإنمائي. في عام 2016، بلغ عدد سكان ماليزيا 31 مليون نسمة إجمالي الإنفاق على الصحة للفرد (بالدولار الدولي، 2014) هو 1040؛ بلغ إجمالي الإنفاق على الصحة كنسبة مئوية من الناتج المحلي الإجمالي (2014) 4.2 إجمالي الدخل القومي للفرد (2011 تعادل القوة الشرائية بالدولار) عند 24،620.
|          | قيمة HDI | رتبة HDI | مدة الحياة المتوقعه عند الولادة | سنوات التعليم المتوقعة | يعني سنوات الدراسة |
| -------- | -------- | -------- | ------------------------------- | ---------------------- | ------------------ |
| ماليزيا  | 0.789    | 59       | 74.9                            | 13.1                   | 10.1               |
| سنغافورة | 0.925    | 5        | 83.2                            | 15.4                   | 11.6               |
| تايلاند  | 0.740    | 87       | 74.6                            | 13.6                   | 7.9                |

توصلت مبادرة قياس حقوق الإنسان إلى أن ماليزيا تحقق 74.9% مما ينبغي أن تفي به من أجل الحق في الصحة على أساس مستوى دخلها. عند النظر إلى الحق في الصحة فيما يتعلق بالأطفال، تحقق ماليزيا 96.8% مما هو متوقع بناءً على دخلها الحالي. فيما يتعلق بالحق في الصحة بين السكان البالغين، تحقق الدولة 86.4% فقط مما هو متوقع بناءً على مستوى دخل الدولة. تندرج ماليزيا في فئة "سيئة للغاية" عند تقييم الحق في الصحة الإنجابية لأن الأمة تحقق فقط 41.6% مما يُتوقع أن تحققه الأمة بناءً على الموارد (الدخل) المتوفرة لديها.